# Laurent Bavay
Laurent Bavay, né le 2 mars 1972 à Uccle, est un égyptologue belge, professeur à l'université libre de Bruxelles et directeur de l’Institut français d'archéologie orientale (Ifao) au Caire de juin 2015 à juin 2019.

## Parcours
Docteur en histoire, art et archéologie, il est à la tête de la chaire d'égyptologie de l'université libre de Bruxelles depuis 2008. Il a également dirigé, jusqu'à sa nomination au Caire, le Centre de recherches archéologiques de cette université.
Depuis deux décennies, il a participé à de nombreux chantiers archéologiques en Égypte, notamment à Adaïma, Saqqarah et Deir el-Médineh avec l'Ifao mais aussi à Tanis, Siwa ou encore Karnak.
Ses recherches actuelles portent sur l'archéologie de la nécropole thébaine (Louxor) où il dirige la fouille et l'étude de plusieurs tombes de hauts dignitaires du Nouvel Empire, transformées en ermitages chrétiens à l'aube de la conquête arabe. Ces travaux ont mené à plusieurs découvertes importantes, telles que l'exceptionnel dossier d'archives du moine copte Frangé au début du VIIIe siècle, ou encore la pyramide de Khay, vizir du pharaon Ramsès II.

## Publications

### Articles
- Laurent Bavay, « Matière première et commerce à longue distance : le lapis-lazuli et l’Égypte prédynastique », Archéo-Nil. Revue de la société pour l'étude des cultures prépharaoniques de la vallée du Nil, no 7 « Sources et acquisition des matières premières »,‎ 1997, p. 79-100 (DOI https://doi.org/10.3406/arnil.1997.1205)
- « L’Institut français d’Archéologie Orientale et le patrimoine égyptien », Comptes rendus des séances de l'Académie des Inscriptions et Belles-Lettres, vol. 162e année, no 1,‎ 2018, p. 157-167 (DOI https://doi.org/10.3406/crai.2018.96449)

### Ouvrages
- (en) Laurent Bavay, Shapes and Uses of Greek Vases (7th-4th Centuries B.C.) : Proceedings of the Symposium Held at the Université Libre de Bruxelles 27-29 April 2006, Bruxelles, CReA-Patrimoine, 2009, 382 p. (ISBN 978-9-077-72385-2)
- Laurent Bavay, Ceci n'est pas une Pyramide : Un siècle de recherche archéologique belge en Égypte, Louvain, Peeters, 2012, 187 p. (ISBN 978-9-042-92694-3)

### Ouvrage collectif
- Laurent Bavay, Gérard Delepierre, Laetitia Gallet, Pierre Tallet et Anne Horrenberger, L’Égypte : Tout ce qu'on sait et comment on le sait, La Martinière jeunesse, 2003, 181 p. (ISBN 978-2-732-42772-0)

#### Articles
- Thomas Nagant, « Une nouvelle pyramide découverte en Egypte par des archéologues belges », sur RTBF, 21 février 2013
- Christian du Brulle, « Laurent Bavay, archéologue belge : Incontournable en France et en Égypte », L'Écho,‎ 18 septembre 2015 (lire en ligne)

#### Vidéos
- [vidéo][Podcast] « Présentation Institut Français d’Archéologie Orientale », Laurent Bavay (orateur), 2 février 2018, Casa de Velázquez (consulté le 2 janvier 2024)
- [vidéo][Podcast] « Présentation du projet Bibliothèques d'Orient », Laurent Bavay et Agnès Macquin, 27 novembre 2020, 1:48 min, BnF (consulté le 2 janvier 2024)